# Powstanie tajmyrskie
Powstanie tajmyrskie 1932 (ros. Таймырское восстание 1932) – antysowieckie wystąpienie zbrojne na Półwyspie Tajmyrskim wiosną 1932 r.
28 marca 1932 r. we wsi Wołoczanka na Półwyspie Tajmyrskim doszło do tzw. zjazdu kułackiego, w którym wzięło udział około 50 okolicznych chłopów na czele z W. Sotnikowem. Przegnali oni przedstawiciela miejscowych władz Krasnojarowa. 31 marca do Dudinki przybył I. Kudriaszow z poleceniem aresztowania W. Sotnikowa. 5 kwietnia we wsi Mironowskoje ponownie odbyło się chłopskie zebranie. Następnego dnia wybuchło powstanie zbrojne, na czele którego stanął wódz-szaman zamieszkujących te tereny Nieńców i Dołgan Roman D. Barchatow. Jego przyczyną było skonfiskowanie przez władze reniferów i kolektywizacja rolnictwa. Powstańcy aresztowali 3 miejscowych aktywistów partyjnych. Szefem sztabu powstańców został mianowany przewodniczący Wierchnie-Dołgańskiej Rady A. Popow, który rozkazał rozstrzelać aresztowanych działaczy sowieckich. 20 kwietnia do wsi Letowje przybyli na rozmowy z powstańcami sekretarz orkispołkoma I. Kudriaszow i jego zastępca W. Stiepanow. Zostali jednak aresztowani jako zakładnicy. Tego samego dnia powstańcy rozbili niewielki oddział wojskowy, ponosząc jednak duże straty. Z zemsty zabili zakładników. 21 kwietnia oddział powstańców, zwany „chatańską ordą”, zajął wieś Chatanga, gdzie zabito przewodniczącego ispołkomu Krasnopiejewa, sekretarza Nikolienkę i nauczyciela W. Zamazczikowa. Około 100 rosyjskich mieszkańców wsi zostało zakładnikami. 24 kwietnia przywódcy powstańców wysłali do najwyższych władz ZSRR pismo, w którym domagali się odstąpienia od kolektywizacji i represji wobec bogatszych chłopów oraz przystąpienia z nimi do pertraktacji. 5 maja R.D. Barchatow ogłosił odezwę K narodam mira (К народам мира). 12 maja powstańcy zwolnili rosyjskich mieszkańców Chatangi. 
W tym czasie przeciwko powstaniu został skierowany specjalny oddział OGPU pod dowództwem Szorochowa. Walki trwały do końca miesiąca, kiedy opór powstańców został złamany. Przywódcy powstańczy albo zginęli, albo zostali aresztowani i zabici. 1 września Biuro Polityczne Komitetu Centralnego Wszechzwiązkowej Partii Komunistycznej (bolszewików) przekazało lokalnym władzom na Dalekiej Północy tajne dyrektywy, w których nakazywało wprowadzanie kolektywizacji wszelkimi możliwymi sposobami.